# 李建英
李建英（1946年9月—），男，河北冀州人，中华人民共和国外交官，曾任中华人民共和国驻苏里南共和国特命全权大使和中华人民共和国驻卡塔尔国特命全权大使。

## 生平
1969年，毕业于北京对外贸易学院英语系。1975年，进入中华人民共和国外交部工作，曾任外交部新闻司发布处处长。1991年，任外交部新闻司副司长兼外交部发言人。1993年，任常驻联合国代表团公使衔参赞。1995年，任外交部北美大洋洲司公使衔参赞。1997年3月，出任中华人民共和国驻苏里南大使。2001年，任中国人民外交学会副会长。2004年4月，出任中华人民共和国驻开普敦总领事。2005年3月，出任中华人民共和国驻卡塔尔大使。2007年6月，自驻卡塔尔大使离任。